# HSE (Human Stock Exchange)
Pour les articles homonymes, voir HSE.
HSE (Human Stock Exchange) est une série de bande dessinée d'anticipation scénarisée par Xavier Dorison et dessinée par Thomas Allart.

## Tome 1
- Scénario : Xavier Dorison
- Dessins : Thomas Allart
- Couleurs : Céline Bessonneau, Jean-Jacques Chagnaud et Thomas Allart
- Editeur : Dargaud
- Dépôt légal : 10/2012 (parution le 26/10/2012)
- Format : Grand format
- Planches : 54

Résumé : Dans un futur qui pourrait ne pas être si éloigné, la société est frappée par une grave crise économique et financière. Le chômage de masse et la misère frappent des centaines de millions de personnes de par le monde. Le néolibéralisme s'est imposé, l'Etat et les services publics sont réduits au strict minimum et le marché règne en maître. Chacun tente de survivre dans ce monde où l'individualisme domine tout. Félix Fox, vendeur chez un grand constructeur d'automobiles, rêve de réussite sociale. Il a l'occasion de se faire coter sur un marché spécialisé dans la cotation des êtres humains, le Human Stock Exchange, qui, pense-t-il, lui permettra de réaliser ses aspirations. Coté en bourse, il réalise enfin son rêve : devenir riche. Mais les difficultés apparaissent rapidement, lorsqu'il réalise qu'il doit faire face aux exigences de ses actionnaires et leur rendre des comptes. Ceux-ci, soucieux de la rentabilité de leur investissement, vont intervenir dans tous les domaines de sa vie, professionnelle comme privée, le plaçant devant des choix terribles.

## Tome 2
- Scénario : Xavier Dorison
- Dessins : Thomas Allart
- Couleurs : Jean-Jacques Chagnaud
- Editeur : Dargaud
- Dépôt légal : 05/2014 (parution le 23/05/2014)
- Format : Grand format
- Planches : 48

Résumé : ...

## Tome 3
- Scénario : Xavier Dorison
- Dessins : Thomas Allart
- Couleurs : Christian Lerolle
- Editeur : Dargaud
- Dépôt légal : 04/2016 (parution le 15/04/2016)
- Format : Grand format
- Planches : 49

Résumé : ...